# Tricyclea colasbelcouri
Tricyclea colasbelcouri är en tvåvingeart som beskrevs av Rickenbach, Hamon och Mouchet 1960. Tricyclea colasbelcouri ingår i släktet Tricyclea och familjen spyflugor. Inga underarter finns listade i Catalogue of Life.